# Suministro narcisista
En la teoría psicoanalítica, el suministro narcisista es una necesidad patológica o excesiva de atención o admiración por parte de los codependientes, o una necesidad de este tipo en el fijado oral, que no tiene en cuenta los sentimientos, opiniones o preferencias de otras personas.
El concepto fue introducido por Otto Fenichel en 1938 para describir un tipo de admiración, apoyo interpersonal o sustento extraído por un individuo de su entorno y esencial para su autoestima.

## Historia
Basándose en el concepto de satisfacción narcisista de Freud y en el trabajo de su colega el psicoanalista Karl Abraham, Fenichel destacó la necesidad narcisista en el desarrollo temprano de suministros que permitan a los niños pequeños mantener una sensación de equilibrio mental. Identificó dos estrategias principales para obtener dichos suministros narcisistas "agresión y congraciación", estilos de aproximación opuestos que más tarde podrían convertirse en el sádico y el sumiso respectivamente.
Para Fenichel, la pérdida en la infancia de suministros esenciales era la clave de una disposición depresiva, así como de una tendencia a buscar suministros narcisistas compensatorios a partir de entonces. Las neurosis de impulsos, las adicciones, incluida la adicción al amor y al juego, eran vistas por él como productos de la lucha por los suministros en la vida posterior. El psicoanalista Ernst Simmel (1920) ya había considerado el juego neurótico como un intento de recuperar el amor y la atención primitivos en un contexto adulto.

## Trastornos de la personalidad
El psicoanalista Otto Kernberg consideraba que el criminal narcisista maligno se caracterizaba fríamente por un desprecio de los demás, a menos que pudieran ser idealizados como fuentes de suministro narcisista. El autopsicólogo Heinz Kohut consideraba que las personas con trastorno narcisista de la personalidad se desintegraban mentalmente cuando se las separaba de una fuente regular de suministro narcisista. Las personas que proporcionan suministro a estas figuras pueden ser tratadas como si formaran parte del narcisista, en un eclipse de todos los límites personales.

## Funciones en la patología narcisista
En su adolescencia, el narcisista interioriza un receptor "malo" (normalmente su progenitor). Perciben sentimientos socialmente desaconsejados hacia este receptor, incluyendo tipos de agresión como el odio y la envidia, entre otros. Estas percepciones refuerzan la autoimagen del narcisista como inmoral y corrupto. En algún momento crean un sentimiento de autoestima que es disfuncional. Su autoestima y autoimagen se vuelven irrealmente bajas y distorsionadas. En un intento de reprimir estos "malos" sentimientos, el narcisista también suprime todas las emociones. Su agresividad se canaliza en fantasías o salidas que son socialmente lícitas como los deportes extremos, el juego, la conducción temeraria y las compras. El narcisista ve el entorno como un lugar hostil, inestable, insatisfactorio, moralmente incorrecto e impredecible.
Por lo general, los narcisistas no tienen un sentido inherente de autoestima, por lo que dependen de otras personas, a través de la atención o el suministro narcisista, para reafirmar su importancia con el fin de sentirse bien consigo mismos y mantener su autoestima. A continuación, convierten a otras personas en operaciones u objetos de tal manera que los demás no suponen ninguna amenaza emocional. Este patrón reactivo es el narcisismo patológico.
El narcisista proyecta un falso yo para obtener un flujo constante de atención o suministro narcisista de los demás. El falso yo es una fachada irreal o una cubierta que muestran al mundo y que implica lo que el narcisista pretende que le vean: poderoso, elegante, inteligente, rico o bien relacionado. A continuación, el narcisista "recoge" las reacciones de su entorno a este falso yo proyectado, que puede consistir en su cónyuge, familia, amigos, colegas, socios comerciales y compañeros. Si la oferta narcisista esperada (adulación, admiración, atención, miedo, respeto, aplauso o afirmación) no se produce, el narcisista la exige o extorsiona. El dinero, los cumplidos, una aparición en los medios de comunicación o una conquista sexual no son más que formas diferentes de lo mismo para un narcisista: la oferta narcisista.

### Principal
El suministro narcisista primario se basa en la atención, tanto en sus formas públicas, como el reconocimiento, la fama, la infamia, el estrellato, como en sus formas privadas, más interpersonales, como el elogio, la admiración, el aplauso, el miedo y la repulsión. Es crucial darse cuenta de que el suministro narcisista primario representa la atención de cualquier tipo, positiva o negativa. Sus "realizaciones" pueden ser imaginarias, ficticias o sólo evidentes para el narcisista, siempre que los demás crean en ellas. Las apariencias califican más que el contenido; no es la verdad lo que importa, sino su percepción de la misma. Por lo tanto, mientras reciban la reacción o atención esperada que habían proyectado a través de su falso yo, la connotación que se le atribuya es intrascendente.

#### Desencadenantes
Un desencadenante principal de suministro narcisista es un individuo u objeto que provoca que la fuente proporcione suministro narcisista al confrontar a la fuente con información sobre el falso yo del narcisista. El suministro narcisista es la respuesta de la fuente al desencadenante. Si el falso yo proyecta admiración y el narcisista encuentra un entorno que alimenta su necesidad, entonces se convierte en un desencadenante de suministro narcisista principal.
La publicidad (celebridad o notoriedad, ser renombrado o ser notorio) es un desencadenante de la oferta narcisista porque hace que los individuos presten atención al narcisista, moviendo así a las fuentes a proporcionar suministro narcisista al narcisista. La publicidad puede adquirirse a través de la exposición, la creación de algo o provocando la atención. El narcisista recurre continuamente a las tres, de forma muy parecida a lo que hacen los drogadictos para garantizarse su dosis habitual. Una de estas causas de suministro narcisista es una pareja o un compañero.

### Secundaria
La oferta narcisista secundaria implica proyectar la imagen de que se vive una buena vida (un digno motivo de orgullo para el narcisista), mantener una existencia segura (seguridad financiera, aceptabilidad personal, crecimiento ascendente) y adquirir compañía. Así, tener pareja, poseer propiedades importantes, ser creativo, dirigir una empresa (convertida en un espacio narcisista patológico), tener una sensación de libertad anárquica, formar parte de una comunidad o sociedad, tener una reputación cualificada o de otro tipo, ser próspero, poseer tierras y exhibir los signos de estatus propios representan también la oferta narcisista secundaria. Sea lo que sea, sería un símbolo de estatus en la comunidad de amigos del narcisista y se consideraría una fuente secundaria como logro en esa comunidad. La oferta secundaria tiene que ver con la imagen general que la vida del narcisista aporta a sus amigos y familiares. Sin embargo, para que perdure, este tipo de oferta requiere ser positiva, cualquier muestra de negatividad acabaría perjudicando a la persona, sea quien sea. Este tipo de suministro es también la fuente de reserva para el suministro narcisista primario corto. Sin embargo, el narcisista utiliza ambos de manera muy similar.